# Gaslantaarn (Ede)

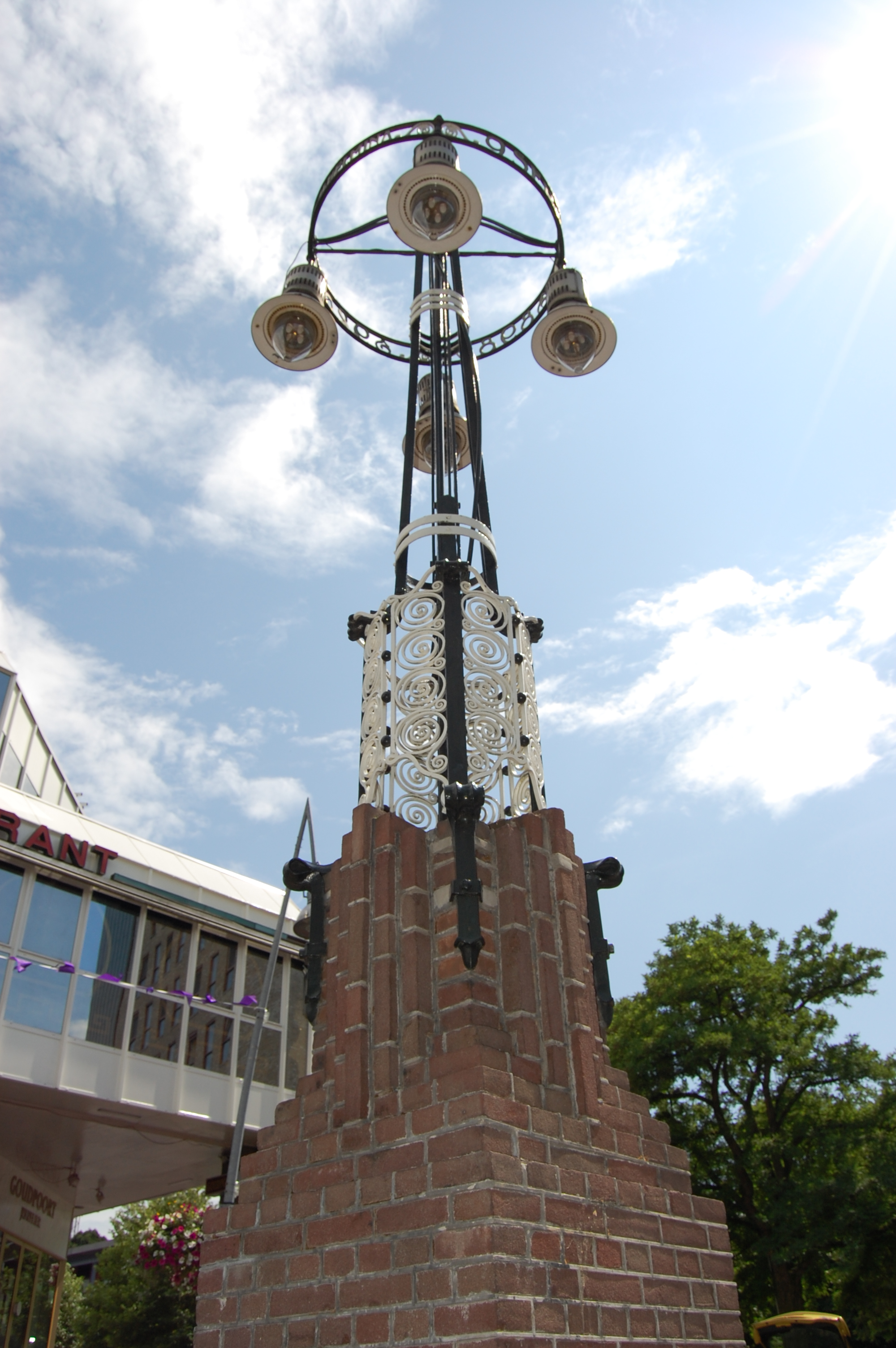
De gaslantaarn uit 1923

De Gaslantaarn in de Gelderse plaats Ede is een geschenk van de Edese bevolking ter gelegenheid van het vijfentwintigjarig ambtsjubileum van toenmalig koningin Wilhelmina in 1923.
De lantaarnpaal is vervaardigd uit smeedijzer door de Edese Machinefabriek en IJzergieterij HENNEMAN en staat op een bakstenen sokkel. Bovenin bevindt zich een ring waarin de volgende tekst is aangebracht:
WILHELMINA 9 SEPT. 1898-1923
De lantaarn is gemaakt in de stijl van de Amsterdamse School en werd geplaatst op de hoek van het Maandereind en de Nieuwe Stationsstraat. Begin jaren 80 van de twintigste eeuw kreeg de lantaarn een plaats op het Museumplein voor het Historisch Museum Ede (station Ede Centrum).
Aan het einde van de jaren tachtig werd besloten om de gaslantaarn weer terug te plaatsen op haar oorspronkelijke locatie.
De Gaslantaarn is sinds 2002 een rijksmonument.
De Gaslantaarn heeft sinds 2012 een kunstwerk in zich. Het is een zwart jongetje. De titel van het door Hans van Houwelingen gemaakte kunstwerk is: Ander.